# 1938年度の将棋界
1938年度の将棋界（1938ねんどのしょうぎかい）では、1938年（昭和13年）4月から1939年（昭和14年）3月の将棋界に関する出来事について記述する。

## できごと

### 1938年5月
- 14日 - 関根金次郎十三世名人と第1期名人の木村義雄名人の記念対局が行われた。対局結果は木村義雄名人の勝利[1]。
- 15日 - 東京日日新聞、大阪毎日新聞にて、第2期名人戦の挑戦者決定リーグの連載が開始[2]。

### 1939年2月
- 22日 - 日中戦争拡大に伴い、「棋道報国会」による揚子江の海軍将校慰問に塚田正夫七段ら5名を派遣[1]。

## 昇段・引退
| 昇段 | 棋士     | 昇段日 | 注    |
| ---- | -------- | ------ | ----- |
| 四段 | 岡崎史明 | 1938年 | [ 3 ] |
| 五段 | 加藤恵三 | 1938年 | [ 4 ] |
| 六段 | 升田幸三 | 1938年 | [ 5 ] |
| 六段 | 梶一郎   | 1938年 | [ 6 ] |
| 七段 | 塚田正夫 | 1938年 | [ 5 ] |
| 七段 | 大野源一 | 1938年 | [ 7 ] |
| 八段 | 坂口允彦 | 1938年 | [ 8 ] |